# Jichang, Duyun
Jichang (kinesiska: 基场, 基场水族乡) är en socken i Kina. Den ligger i provinsen Guizhou, i den sydvästra delen av landet, omkring 130 kilometer sydost om provinshuvudstaden Guiyang. Antalet invånare är 8731. Befolkningen består av 4 016 kvinnor och 4 715 män. Barn under 15 år utgör 25,0 %, vuxna 15-64 år 64 %, och äldre över 65 år 10,0 %.